# إسحاق ريد (كاتب)
إسحاق ريد (بالإنجليزية: Isaac Reed) (و. 1742 – 1807 م) هو كاتب، وعالِم، ومؤرخ، وناقد أدبي إنجليزي، ولد في لندن، توفي عن عمر يناهز 65 عاماً.